# Loo (Sotchi)

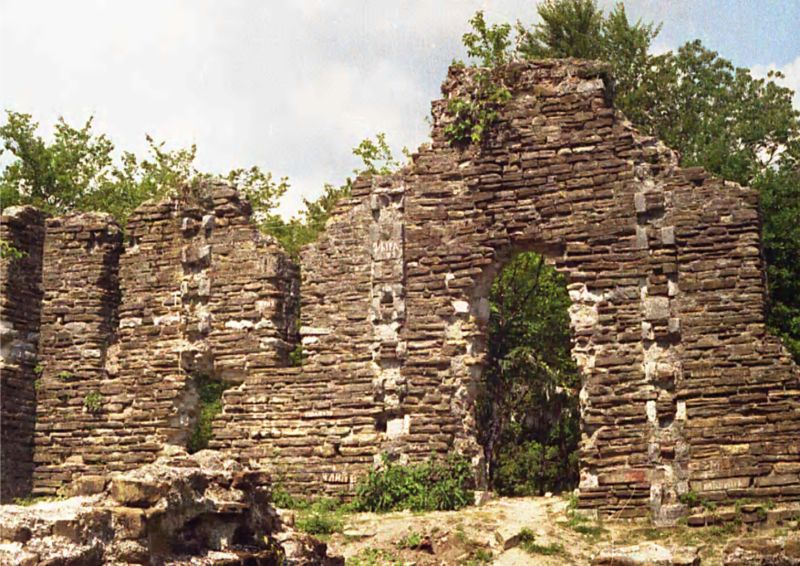
Ruines de l'église de Loo des.

Loo (en russe : Лоо́; de l'abaza Лоо́) est une station balnéaire du sud de la Russie, au bord de la mer Noire, constituant un sous-district (microraïon) de la ville-arrondissement de Sotchi. Elle appartient administrativement au raïon de Lazarevskoïe. L'ensemble fait partie du kraï de Krasnodar.

## Géographie
La station se trouve à 18 kilomètres de Lazarevskoïe à l'embouchure du fleuve côtier Loo dans la mer Noire. Krasnodar est à 275 kilomètres et Moscou, à 1 632 kilomètres.

## Historique
Ce nom provient d'un dynastie princière féodale abazino-abkhaze, Loou, russifiée au XIXe siècle en Loov. Jusqu'en 1864, date de leur exil en Turquie, vivaient ici des tribus oubykhes paysannes qui avaient assimilé les Abazines locaux. L'aoul d'un chef local oubykh, Ismaïl Barakaï Dzepch, qui s'opposa aux Russes dans le cadre de la guerre russo-circassienne, se trouvait sur le littoral.
À partir de 1872, les terres firent partie du domaine de Vardané du grand-duc Michel Nikolaïevitch (1832-1909). 
Dans les hauteurs de Loo, à 308 mètres d'altitude et à 1,5 km du littoral, les ruines d'une église byzantine des XIe – XIIe siècles sont encore visibles. Elle a été bâtie sur les fondations d'une première église du Xe siècle. Le mur nord est le mieux conservé, ainsi que les restes d'un portail de 7 mètres de hauteur et les restes de l'abside et du mur occidental. L'église mesure 12,25 mètres de largeur et 21 mètres de longueur, l'épaisseur des murs, 1 mètre. Elle ressemble, par la disposition des pierres de grès à des églises similaires situées à Pitsounda et à Lykhny (en Abkhazie), selon un plan basilical à trois nefs, avec six piliers. Après la conversion des habitants locaux au sunnisme, sous l'Empire ottoman, l'église est transformée en fortin au XVe siècle. L'édifice est délaissé un siècle plus tard et tombe en ruines. L'endroit a été notamment étudié par l'expédition archéologique de B. B. Ovtchinnikova de 1987 à 1997.

## Tourisme
Le tourisme est la ressource principale économique de cette station tranquille et familiale avec ses maisons particulières, ses hôtels et ses plages, ses petits restaurants et cafés et son marché, ainsi que ses petits commerces. Les prix sont moins chers qu'au district central de Sotchi. L'aquaparc Loo est la principale attraction touristique. Le sanatorium Magadan est l'établissement de repos le plus important. Il se trouve à l'emplacement de l'ancien domaine des comtes Cheremetiev de 14,5 hectares. Des cascades naturelles dans les hauteurs sont des buts de promenade prisés des touristes.

## Transports
- Autoroute M27 Novorossisk-Soukhoum
- Gare ferroviaire sur la ligne Touapsé-Soukhoum (inaugurée en 1918) qui passe par la gare centrale de Sotchi